# Jan Kołaczkiewicz
Jan Andrzej Kołaczkiewicz (ur. 22 sierpnia 1947 w Łagiewnikach) – polski fizyk, profesor nauk fizycznych, pracownik naukowy Instytutu Fizyki Doświadczalnej Wydziału Fizyki i Astronomii Uniwersytetu Wrocławskiego.

## Życiorys
W latach 1965–1970 studiował na Wydziale Matematyki, Fizyki i Chemii Uniwersytetu Wrocławskiego. W 1977 otrzymał stopień doktora nauk fizycznych na podstawie rozprawy doktorskiej Badanie adsorpcji srebra na monokrysztale wolframu.  
W 1988 lub 1990 r. habilitował się na podstawie pracy zatytułowanej Ilościowe badanie oddziaływań wzajemnych pomiędzy atomami zaadsorbowymi na powierzchni ciała stałego na przykładach metali szlachetnych na metalach trudnotopliwych. W 1999 r. uzyskał tytuł profesora nauk fizycznych. 
Od 1970 roku zatrudniony był na Uniwersytecie Wrocławskim w Instytucie Fizyki Doświadczalnej, od 1994 roku na stanowisku profesora nadzwyczajnego. Objął funkcję profesora zwyczajnego w Instytucie Fizyki Doświadczalnej na Wydziale Fizyki i Astronomii Uniwersytetu Wrocławskiego.
Był prorektorem na Uniwersytecie Wrocławskim oraz członkiem Komitetu Fizyki  Polskiej Akademii Nauk.
Zainteresowania naukowe profesora Kołaczkiewicza koncentrują się wokół fizyki powierzchni, zwłaszcza zagadnień dotyczących wzrostu ultracienkich warstw metali na podłożach w postaci monokryształów woframu, molibdenu i tantalu oraz zagadnień własności strukturalnych i elektronowych tych warstw.